# Skate America 2004
Navigation
Édition précédente Édition suivante
Le Skate America est une compétition internationale de patinage artistique qui se déroule aux États-Unis au cours de l'automne. Il accueille des patineurs amateurs de niveau senior dans quatre catégories: simple messieurs, simple dames, couple artistique et danse sur glace.
Le vingt-troisième Skate America est organisé du 21 au 24 octobre 2004 à la Mellon Arena de Pittsburgh en Pennsylvanie. Il est la première compétition du Grand Prix ISU senior de la saison 2004/2005.

## Résultats

### Messieurs
| Rang | Nom                 | Pays       | Points | Programme court | Programme court | Programme libre | Programme libre |
| ---- | ------------------- | ---------- | ------ | --------------- | --------------- | --------------- | --------------- |
| 1    | Brian Joubert       | France     | 193.46 | 1               | 72.10           | 2               | 121.36          |
| 2    | Ryan Jahnke         | États-Unis | 186.71 | 4               | 60.83           | 1               | 125.88          |
| 3    | Michael Weiss       | États-Unis | 179.56 | 2               | 64.82           | 3               | 114.74          |
| 4    | Roman Serov         | Israël     | 174.42 | 3               | 62.24           | 4               | 112.18          |
| 5    | Evan Lysacek        | États-Unis | 162.51 | 5               | 54.87           | 8               | 107.64          |
| 6    | Song Lun            | Chine      | 161.46 | 9               | 51.08           | 6               | 110.38          |
| 7    | Nicholas Young      | Canada     | 160.82 | 6               | 52.60           | 7               | 108.22          |
| 8    | Ben Ferreira        | Canada     | 157.41 | 7               | 51.33           | 9               | 106.08          |
| 9    | Stefan Lindemann    | Allemagne  | 156.73 | 11              | 44.99           | 5               | 111.74          |
| 10   | Vakhtang Murvanidze | Géorgie    | 143.10 | 8               | 51.22           | 11              | 91.88           |
| 11   | Alexander Shubin    | Russie     | 142.42 | 10              | 47.08           | 10              | 95.34           |

### Dames
| Rang | Nom                | Pays       | Points | Programme court | Programme court | Programme libre | Programme libre |
| ---- | ------------------ | ---------- | ------ | --------------- | --------------- | --------------- | --------------- |
| 1    | Angela Nikodinov   | États-Unis | 149.50 | 2               | 53.62           | 2               | 95.88           |
| 2    | Cynthia Phaneuf    | Canada     | 144.40 | 3               | 50.20           | 3               | 94.20           |
| 3    | Miki Ando          | Japon      | 142.64 | 1               | 53.64           | 6               | 89.00           |
| 4    | Alissa Czisny      | États-Unis | 141.36 | 3               | 50.20           | 4               | 91.16           |
| 5    | Susanna Pöykiö     | Finlande   | 140.38 | 8               | 42.98           | 1               | 97.40           |
| 6    | Elena Liashenko    | Ukraine    | 135.80 | 6               | 45.68           | 5               | 90.12           |
| 7    | Yukina Ota         | Japon      | 130.70 | 5               | 47.42           | 7               | 83.28           |
| 8    | Miriam Manzano     | Australie  | 125.30 | 7               | 44.06           | 8               | 81.24           |
| 9    | Idora Hegel        | Croatie    | 116.98 | 10              | 39.64           | 9               | 77.34           |
| 10   | Anne-Sophie Calvez | France     | 102.88 | 9               | 39.88           | 10              | 63.00           |
| 11   | Zhang Fan          | Chine      | 85.52  | 11              | 30.84           | 11              | 54.68           |

### Couples
| Rang    | Nom                                 | Pays       | Points | Programme court | Programme court | Programme libre | Programme libre |
| ------- | ----------------------------------- | ---------- | ------ | --------------- | --------------- | --------------- | --------------- |
| 1       | Zhang Dan / Zhang Hao               | Chine      | 166.86 | 3               | 56.98           | 1               | 109.88          |
| 2       | Julia Obertas / Sergei Slavnov      | Russie     | 166.26 | 2               | 57.58           | 2               | 108.68          |
| 3       | Rena Inoue / John Baldwin           | États-Unis | 158.10 | 4               | 56.52           | 3               | 101.58          |
| 4       | Ding Yang / Ren Zhongfei            | Chine      | 139.42 | 6               | 47.98           | 5               | 91.44           |
| 5       | Elizabeth Putnam / Sean Wirtz       | Canada     | 136.88 | 7               | 45.38           | 4               | 91.50           |
| 6       | Kathryn Orscher / Garrett Lucash    | États-Unis | 129.32 | 8               | 43.76           | 6               | 85.56           |
| 7       | Jennifer Don / Jonathon Hunt        | États-Unis | 125.28 | 5               | 51.00           | 7               | 74.28           |
| 8       | Julia Shapiro / Vadim Akolzin       | Israël     | 100.74 | 9               | 41.36           | 8               | 59.38           |
| Abandon | Tatiana Totmianina / Maksim Marinin | Russie     |        | 1               | 64.98           |                 |                 |

### Danse sur glace
| Rang | Nom                                      | Pays        | Points | Danse imposée | Danse imposée | Danse originale | Danse originale | Danse libre | Danse libre |
| ---- | ---------------------------------------- | ----------- | ------ | ------------- | ------------- | --------------- | --------------- | ----------- | ----------- |
| 1    | Tanith Belbin / Benjamin Agosto          | États-Unis  | 212.87 | 1             | 43.71         | 1               | 63.40           | 1           | 105.76      |
| 2    | Galit Chait / Sergei Sakhnovski          | Israël      | 204.32 | 2             | 40.98         | 2               | 60.48           | 2           | 102.86      |
| 3    | Megan Wing / Aaron Lowe                  | Canada      | 178.60 | 3             | 40.98         | 3               | 51.66           | 3           | 90.29       |
| 4    | Svetlana Kulikova / Vitali Novikov       | Russie      | 173.43 | 4             | 33.89         | 4               | 50.65           | 4           | 88.89       |
| 5    | Sinead Kerr / John Kerr                  | Royaume-Uni | 156.56 | 5             | 31.89         | 5               | 43.14           | 5           | 81.53       |
| 6    | Julia Golovina / Oleg Voiko              | Ukraine     | 143.92 | 7             | 27.08         | 6               | 42.81           | 7           | 74.03       |
| 7    | Eve Bentley / Cedric Pernet              | France      | 140.22 | 8             | 26.39         | 8               | 39.04           | 6           | 74.79       |
| 8    | Kendra Goodwin / Brent Bommentre         | États-Unis  | 136.08 | 9             | 25.72         | 7               | 40.62           | 10          | 69.74       |
| 9    | Loren Galler-Rabinowitz / David Mitchell | États-Unis  | 133.45 | 10            | 24.35         | 9               | 38.96           | 9           | 70.14       |
| 10   | Alexandra Kauc / Michał Zych             | Pologne     | 131.25 | 6             | 27.40         | 10              | 35.79           | 11          | 68.06       |
| 11   | Elena Romanovskaya / Alexander Grachev   | Russie      | 131.06 | 11            | 23.83         | 11              | 34.94           | 8           | 72.29       |

## Sources
- Résultats du Skate America 2004 sur le site de l'ISU
- Patinage Magazine N°95 (Hiver 2004/2005)